# Antonin Malroux
Pour les articles homonymes, voir Malroux.
Antonin Malroux, né le 13 avril 1942 à Boisset dans le Cantal, est un écrivain français.

## Biographie
En 1994, il est à l'origine de l'idée de créer un bois, une forêt… dont chaque arbre porterait le nom d’un écrivain, d’un artiste, ce qui entraînera René Varennes à la création de la Forêt des Mille Poètes à Vesdun.
Le 24 mars 2016, en présence des hautes instances de l'Éducation nationale, il procède au baptême républicain de l'école communale de son village natal de Boisset dans le Cantal, devenue "École Antonin-Malroux". 

## Œuvres
- Le Village étrange, poèmes, Bourges, France, chez l’auteur, 1989, 83 p.  (ISBN 2-9504151-0-5)
- Le Prince d’Estarieu, Aurillac, France, Éditions Gerbert, 1993, 87 p. (BNF 35570947)
- La Dernière Estive, Clermont-Ferrand, France, chez l’auteur, 1997, 199 p.  (ISBN 2-950415-11-3) - rééd. Éditions De Borée, 2002
- La Noisetière, Paris, Albin Michel, 1998, 217 p.  (ISBN 2-226-10607-3)
- Le Moulin des rêves, Paris, Albin Michel , 2000, 180 p.  (ISBN 2-226-12039-4)
- L’Enfance inachevée, Paris, Albin Michel, 2001, 173 p.  (ISBN 2-226-12745-3)
- Le Soleil de Monédière, Sayat, France, Éditions De Borée, 2002, 205 p.  (ISBN 2-84494-111-7)
- La Vallée d’émeraude, Paris, Albin Michel, 2003, 171 p.  (ISBN 2-226-13845-5)
- Un fils pour mes terres, Paris, Albin Michel, 2004, 218 p.  (ISBN 2-226-15385-3)
- Les Trois Marches, Paris, Albin Michel, 2005, 234 p.  (ISBN 2-226-16810-9)
- La Fille des eaux vives, Paris, Éditions de l’Archipel, 2007, 281 p.  (ISBN 978-2-84187-933-5)
- Les Chemins de la communale, Paris, Albin Michel, 2007, 260 p.  (ISBN 978-2-226-18100-8)
- Le Jardin de Louise, Paris, Albin Michel, 2008, 279 p.  (ISBN 978-2-226-18855-7)
- Une poignée de blé, Paris, Albin Michel, 2009, 264 p.  (ISBN 978-2-226-19415-2)
- La Grange au foin, Paris, Albin Michel, 2010, 262 p.  (ISBN 978-2-226-21858-2)

- Prix Arverne 2011
- La Promesse des lilas, Paris, Éditions Calmann-Lévy, coll. « France de toujours et d’aujourd’hui », 2011, 345 p.  (ISBN 978-2-7021-4252-3)
- La Cascade des loups, Paris, Éditions Calmann-Lévy, coll. « France de toujours et d’aujourd’hui », 2012, 311 p.  (ISBN 978-2-7021-4327-8)
- La Pierre marquée, Paris, Éditions Calmann-Lévy, coll. « France de toujours et d’aujourd’hui », 2012, 279 p.  (ISBN 978-2-7021-4434-3)
- Ode au Cantal, phot. de Jacques Raymond, Lascelles, France, Éditions de la Flandonnière, 2013, 140 p.  (ISBN 978-2-918098-18-8)
- L’Homme aux ciseaux d'argent, Paris, Éditions Calmann-Lévy, coll. « France de toujours et d’aujourd’hui », 2013, 343 p.  (ISBN 978-2-7021-4427-5)
- Les prés refleuriront, Paris, Éditions Calmann-Lévy, coll. « France de toujours et d’aujourd’hui », 2015, 288 p.  (ISBN 978-2-7021-5397-0)
- Fenêtre sur village, Paris, Éditions Calmann-Lévy, coll. « France de toujours et d’aujourd’hui », 2015, 300 p.  (ISBN 978-2-7021-5700-8)
- Marie des Adrets, Paris, Éditions Calmann-Lévy, coll. « France de toujours et d’aujourd’hui », 2016, 300 p.  (ISBN 978-2-7021-5883-8)
- L’Espoir de belles aurores…, Paris, Éditions Calmann-Lévy, coll. « France de toujours et d’aujourd’hui », 2017, 350 p.  (ISBN 978-2-7021-6026-8)
- Le Pain de paille, Editions Calmann-Lévy, "collection Territoires", 2018, 2 696 p.  (ISBN 978-2-7021-6154-8)
- Le Cœur de mon père, Editions Calmann-Lévy, "collection Territoires", 2019, 264 p.  (ISBN 978-2-7021-6301-6)
- Le Charpentier du Paradis, Editions Calmann-Lévy, "collection Territoires", 2020, 320 p.  (ISBN 978-2-7021-6429-7)
- Le Rêve de Marie-Hélise, Editions De Borée, 2020, 243 p.  (ISBN 978-2-8129-3256-4)
- La Source aux trois fontaines, Editions De Borée, 2021,  (ISBN 978-2-8129-2719-5)

## Anthologie
- La Forêt des Mille Poètes, Cournon d’Auvergne, France, Éditions Orionis, 1994: « Privé de son ombre », nouvelle extraite de Les Fougères brisées.